# 片木政治郎
片木 政治郎（かたき まさじろう、1876年1月15日 - 1958年5月31日）は、日本の政治家。衆議院議員（1期）。

## 経歴
大阪府出身。漢学を学び、農業と酒造業を営む。北信達村会議員、大阪府会議員、同参事会員、泉南郡農会、同教育会各副会長、尾崎銀行、泉州織物各(株)取締役、雄信織物(株)社長となる。
1917年の第13回衆議院議員総選挙において大阪府郡部から憲政会公認で立候補して当選する。衆議院議員を1期務め、1920年の第14回衆議院議員総選挙では大阪11区から立候補したが落選した。1928年の第16回衆議院議員総選挙では大阪5区から立憲民政党公認で立候補したが落選した。1958年死去。